# N.Flying
N.Flying en hangul, 엔플라잉, japonés: エヌフライング) es un grupo masculino surcoreano formado por FNC Entertainment en 2013. El grupo debutó el 1 de octubre de 2013, con su sencillo digital Basket en Japón. El nombre del grupo puede interpretarse como "alas nuevas" o "escapada nueva".
Su quinto miembro, Yoo Hwe-seung (vocalista) se unió a la banda en junio de 2017. Dong Sung se unió a la banda en enero de 2020 como bajista. Su club de fans se llama "N.Fia", una combinación de las palabras “N.Flying” y “Utopía.” Significa que la banda y sus seguidores volarán juntos hacia la utopía de su música ideal.

## Historia

### Predebut
Kwon Kwang-jin fue el bajista original de CNBLUE, quienes debutaron en 2009. Debido a circunstancias personales, Kwang-jin dejó la banda en septiembre de 2009. Sin embargo, continuó entrenando bajo FNC Entertainment donde conoció a otros tres practicantes: Seung-hyub, Jae-hyun y Cha Hun en enero de 2011 y formaron una banda nueva ‘N.Flying’.
En 2013, Lee Seung-hyub apareció en el video de Juniel Pretty Boy. En el MV, actuó como el tipo de Juniel, al que ella ve en una cafetería.
Kim Jae-hyun es el hermano menor de Kim Jae-kyung, líder del grupo surcoreano Rainbow. El 2 de octubre ella tuiteó una foto de N.Flying y su cartel debut en su cuenta de Twitter personal y dijo a todo el mundo que su hermano menor estaba debutando en Japón.

### 2013: Debut japonés conBasket
N.Flying hizo su primera presentación en el Shibuya CYCLONE el 28 de septiembre.
El 1 de octubre, lanzaron su primer álbum solo indie titulado Basket y actuaron como teloneros de F.T. Island en el tour ‘Replay' Zepp. Basket alcanzó el Núm.2 en el Tower Records semanal, el Núm.2 en Oricon Indie semanal y el Núm. 4 en sencillos diarios de Oricon . La banda continuó haciendo actuaciones en vivo en clubes y también actuó como telonero para CNBLUE en ‘One More Time' Arena Tour. El 14 de noviembre N.Flying hizo su primer en vivo en el Live Space Halot.

### 2014: One and Only y retraso en el debut coreano
El 1 de enero N.Flying lanzó su segundo álbum sencillo indie japonés titulado One and Only. El álbum fue No.1 en el gráfico de Tower Records en su segundo día de estreno.
Hicieron su primera aparición en televisión en el 7.º episodio del programa de telerrealidad de FNC, Cheongdam-dong 111, transmitido por tvN. Como secuela del espectáculo, N.Flying reveló la historia de su debut en marzo de 2014 transmitido por el mismo canal.
El 29 de enero, se anunció que N.Flying sería la imagen publicitaria de Buckaroo Jeans.
En el episodio final de su espectáculo de realidad, 'Cheongdamdong111: N.Flying' camino a convertirse en una Estrella', Seung-hyub fue oficialmente elegido como el líder de N.Flying.
En marzo, acompañaron a F.T. Island como teloneros en el último concierto de Singapur.
N.Flying estuvo preparado para hacer su debut coreano en 2014, pero éste se retrasó después de que el líder de la banda, Seunghyub se hirió la rodilla en julio.

### 2015–2016: Debut coreano conAwesome
El 11 de mayo FNC lanzó un teaser en su página oficial anunciando el próximo debut coreano de N.Flying. También reveló que el 1.º miniálbum debut de la banda 기가막혀(Awesome) sería lanzado el 20 de mayo junto con el título de la canción del vídeo.
El 12 de mayo, FNC Entertainment anunció que iba a lanzar una versión en chino de Awesome simultáneamente con la versión coreana el 20 de mayo y la versión japonesa estaba prevista para ser lanzada en el mes de agosto. El 19 de mayo de 2015, FNC Entertainment lanzó el teaser del video musical de Awesome. Un día más tarde, FNC Entertainment lanzó el vídeo completo con la integrante de AOA Kim Seolhyun en el papel principal.
El 12 de octubre FNC Entertainment lanzó un misterioso teaser: "Lonely 2015.10.22". Un día más tarde, FNC Entertainment confirmó que N.Flying haría el lanzamiento de su primer álbum sencillo, Lonely el 22 de octubre. El 15 de octubre N.Flying lanzó los teasers de cada uno de los miembros individualmente. A partir del 18 de octubre hasta el 20 de ese mes, N.Flying lanzó el teaser del vídeo de la canción. El 20 de octubre, N.Flying confirmó su primer sencillo del álbum. El primer sencillo fue estrenado el 22 de octubre bajo el nombre de Lonely.
En abril de 2016 presentaron su canción debut Awesome en el KCON de Japón.

### 2017–presente: Nuevo miembro y THE REAL: N.Flying
En febrero de 2017, FNC anunció que el grupo experimentaría cambios de miembro antes de su retorno. El 19 de junio de 2017, se anunció que el participante de Produce 101 Season 2 Yoo Hwe-seung se uniría al grupo.
El 23 de julio de 2017, FNC lanzó los teasers de N.Flying para su comeback en agosto. La agencia lanzó vídeos e imágenes del 23 de julio al 31 de julio. El 2 de agosto su álbum THE REAL: N.Flying así como el vídeo de la canción que le da el título, "THE REAL (진짜가 나타났다)," fueron publicados.

## Miembros
- Lee Seung-hyub (이승협) — Líder, rapero, vocalista, guitarrista, pianista y actor
- Cha Hun (차훈) — Guitarrista y Vocalista
- Kim Jae-hyun (김재현) — Baterista
- Yoo Hwe-seung (유회승) — Vocalista
- Seo Dong Sung (서동성) --- Vocalista,Rapero y Bajista

Ex-miembro
- Kwon Kwang-jin (권광진) — Bajista[34]

## Discografía
| Título                | Detalles de álbum | Posiciones de gráfico | Ventas        |
| Título                | Detalles de álbum | KOR                   | Ventas        |
| --------------------- | --- | --------------------- | ------------- |
| Awesome               | - Liberado: 20 de mayo de 2015 - agencia: FNC Entertainment - Formato: CD, descarga digital Track listing 1. One N Only 2. Awesome (기가 막혀) 3. Heartbreak (가슴이 놀래) 4. All in 5. 1 Minute (1분)                | 7                     | - KOR: 3,968+ |
| The Real: N.Flying    | - Lanzamiento: 2 de agosto de 2017 - Agencia: FNC Entertainment - Formatos: CD, descarga digital Track listing 1. Let's Get Down to It 2. The Real (진짜가 나타났다) 3. 다행이야 4. 정리가 안돼 5. 짠해 6. R U Ready? | 8                     | - KOR: 4,580+ |
| The Hottest: N.Flying | - Liberado: 3 de enero de 2018 - agencia: FNC Entertainment - Formatos: CD, descarga digital | 24                    |               |

### Álbumes sencillos
| Título | Detalles de álbum | Posiciones de gráfico | Ventas        |
| Título | Detalles de álbum | KOR                   | Ventas        |
| ------ | --- | --------------------- | ------------- |
| Lonely | - Liberado: 22 de octubre de 2015 - agencia: FNC Entertainment - Formato: CD, descarga digital Track listing 1. Lonely 2. Knock Knock 3. Shamelessly (뻔뻔) | 9                     | - KOR: 2,756+ |

### Sencillos
| Título                                                                    | Año     | Posiciones de gráfico | Posiciones de gráfico | Ventas              | Álbum   |
| Título                                                                    | Año     | KOR                   | JPN                   | Ventas              | Álbum   |
| Coreano                                                                   | Coreano | Coreano               | Coreano               | Coreano             | Coreano |
| ------------------------------------------------------------------------- | ------- | --------------------- | --------------------- | ------------------- | ------- |
| "Awesome" (기가 막혀)                                                     | 2015    | —                     | —                     |                     | Awesome |
| "Lonely"                                                                  | 2015    | —                     | —                     | Lonely              |         |
| "The Real (진짜가 나타났다)                                               | 2017    | —                     | —                     | THE REAL : N.Flying |         |
| Japonés                                                                   |         |                       |                       |                     |         |
| "BASKET"                                                                  | 2013    | —                     | 35                    | - JPN: 5,264+       |         |
| "One and Only"                                                            | 2014    | —                     | 134                   |                     |         |
| "Knock Knock"                                                             | 2016    | —                     | 13                    | - JPN: 6,164+       |         |
| "Endless Summer"                                                          | 2016    | —                     | 10                    | - JPN: 9,705        |         |
| "—" Denota libera aquello no gráfico o no fue liberado en aquella región. |         |                       |                       |                     |         |

### Colaboraciones
| Título            | Año  | Posiciones de gráfico | Ventas              | Miembro(s) | Álbum |
| Título            | Año  | KOR                   | Ventas              | Miembro(s) | Álbum |
| ----------------- | ---- | --------------------- | ------------------- | ---------- | ----- |
| "God" (con Jimin) | 2015 | 38                    | - KOR (DL): 65,255+ | J.Don      |       |

### Vídeos de música
| Año  | Título         | Álbum                  | Notas   |
| ---- | -------------- | ---------------------- | ------- |
| 2015 | Awesome        | Awesome                |         |
| 2015 | Lonely         | Lonely                 |         |
| 2016 | Knock Knock    | Knock Knock            | Japonés |
| 2016 | Endless Summer | Endless Summer         | Japonés |
| 2017 | The Real       | THE REAL : N.Flying    |         |
| 2018 | Hot Potato     | THE HOTTEST : N.Flying |         |
| 2018 | How R U Today  | HOW ARE YOU?           |         |

## Filmografía

### Televisión
| Año  | Red | Título                                                            |
| ---- | --- | ----------------------------------------------------------------- |
| 2014 | tvN | Cheongdam-dong 111                                                |
| 2014 | tvN | Cheongdam-dong 111: N.Flying's Way of Becoming a Star 5 episodios |

## Conciertos
- 2015 N.Flying End Year Party
- Nemesis x N.Flying Joint Concert
- Live Club Day (2017)
- K-pop Republic (2017)

## Anuncios publicitarios

### Todos los Miembros
- "Buckaroo Jeans" (2014)

### Lee Seung-hyub
- "Buckaroo Jeans" (2015~)